# Кристіан Ілич
Кристіан Ілич (хорв. Christian Ilić / нім. Christian Ilić; нар. 22 липня 1996, Фрізах, Австрія) — австрійський та хорватський футболіст, півзахисник криворізького «Кривбасу».

## Життєпис
Футболом розпочав займатися в «Санкт-Ламбрехті». У 2007 році перейшов у «Юденбург», а 2010 році — до «Мурау». У 15-річному віці дебютував у першій команді «Санкт-Ламбрехта», аматорського клубу шостого дивізіону австрійського чемпіонату (Унтерліга). У 2011 році повернувся до «Санкт-Ламбрехта», де виступав у шостому дивізіоні дивізіоні чемпіонату Австрії, Унтерліга «Північ Б». У 2012 році перейшов до «Вайца», який виступав двома рівнями вище вище в Ландселізі. проте грав здебільшого за другу команду клубу, рівнем нижче, у п'ятому дивізіоні чемпіонату Австрії (Оберліга). Після цього протягом нетривалого періоду часу виступав за «Санкт-Ламбрехт», звідки перебрався до «Гартберга», який на той час грав у Другій лізі, другому найвищому дивізіоні австрійського чемпіонату. 12 вересня 2014 року, на той час 18-річний кристіан, дебютував за першу команду клубу, замінивши на 86-ій хвилині Міодрага Вукайловича в переможному (1:0) домашньому поєдинку проти «Санкт-Пельтена». Відзначився своїм першим голом наступного сезону (після вильоту в Регіоналлігу) 31 липня 2015 року в переможному (5:0) домашньому поєдинку проти свого колишнього клубу, «Вайца». Разом з «Гартбергом» вперше в історії клубу у 2018 році допоміг команді вийти до Бундесліги, вищого дивізіону Австрії.
Відіграв 5 років у «Гартбергу», а наприкінці червня 2019 року перейшов у «Сепсі». Перебування в Румунії було нетривалим, проте виявилося, що клуб не може виплачувати йому зарплату. Два тижні по тому хорват підписав однорічний контракт з «Мотервеллом». Його контракт у Шотландії не продовжили. 21 серпня 2020 року підписав 2-річний контракт з пловдивським «Локомотивом». Влітку 2021 року угоду розірвали достроково, і з 2 вересня 2021 року півзахисник відправився на перегляд до «ВВВ-Венло». Проте вже тиждень по тому залишив розташування нідерландського клубу.
6 жовтня 2021 року уклав договір з «Кривбасом». У футболці криворізького клубу дебютував 6 жовтня 2020 року в переможному (2:1) домашньому поєдинку 12-го туру Першої ліги України проти луцької «Волині». Кристіан вийшов на поле в стартовому складі, а на 46-ій хвилині його замінив Олександра П'ятова.

## Статистика виступів

### Резервні команди
| Сезон                        | Клуб               | Змагання           | Змагання | Змагання | Інші  | Інші | Загалом | Загалом |
| Сезон                        | Клуб               | Змагання           | Матчі    | Голи     | Матчі | Голи | Матчі   | Голи    |
| ---------------------------- | ------------------ | ------------------ | -------- | -------- | ----- | ---- | ------- | ------- |
| 2012/13                      | «Вайц II»          | Оберліга           | 12       | 1        | –     | –    | 12      | 1       |
| 2013/14                      | «Вайц II»          | Оберліга           | 21       | 6        | –     | –    | 21      | 6       |
| 2014/15                      | «Гартберг II»      | Оберліга           | 10       | 4        | –     | –    | 10      | 4       |
| 2015/16                      | «Гартберг II»      | Оберліга           | 0        | 0        | –     | –    | 0       | 0       |
| 2016/17                      | «Гартберг II»      | Оберліга           | 3        | 0        | –     | –    | 3       | 0       |
| 2017/18                      | «Гартберг II»      | Оберліга           | 1        | 0        | –     | –    | 1       | 0       |
| 2018/19                      | «Гартберг II»      | Оберліга           | 2        | 1        | –     | –    | 2       | 1       |
| Загалом за кар'єру           | Загалом за кар'єру | Загалом за кар'єру | 49       | 12       | 0     | 0    | 49      | 12      |
| Оновлено 2 вересня 2021 року |                    |                    |          |          |       |      |         |         |

### Перші команди
| 2011/12                      | «Санкт-Ламбрехт»         | Унтерліга                | 23  | 6  | —  | — | 2  | 0 | 25  | 6  |
| 2012/13                      | «Вайц»                   | Ландесліга               | 3   | 0  | —  | — | 0  | 0 | 3   | 0  |
| 2013/14                      | «Вайц»                   | Ландесліга               | 3   | 1  | —  | — | 0  | 0 | 3   | 1  |
| 2014/15                      | «Санкт-Ламбрехт»         | 1. Классе                | 1   | 3  | —  | — | 0  | 0 | 1   | 3  |
| 2014/15                      | «Гартберг»               | Перша ліга               | 6   | 0  | 1  | 0 | —  | — | 7   | 0  |
| 2015/16                      | «Гартберг»               | Регіоналліга             | 30  | 3  | 1  | 0 | 1  | 0 | 32  | 3  |
| 2016/17                      | «Гартберг»               | Регіоналліга             | 20  | 1  | 1  | 0 | 2  | 0 | 23  | 1  |
| 2017/18                      | «Гартберг»               | Перша ліга               | 16  | 0  | 0  | 0 | —  | — | 16  | 0  |
| 2018/19                      | «Гартберг»               | Бундесліга               | 17  | 2  | 4  | 1 | —  | — | 21  | 3  |
| 2019/20                      | «Сепсі»                  | Ліга I                   | 0   | 0  | 0  | 0 | —  | — | 0   | 0  |
| 2019/20                      | «Мотервелл»              | Прем'єршип               | 8   | 0  | 0  | 0 | 5  | 1 | 13  | 1  |
| 2020/21                      | «Локомотив» (Пловдив)    | Перша ліга               | 26  | 4  | 3  | 0 | 2  | 0 | 31  | 4  |
| Загалом за першу команду     | Загалом за першу команду | Загалом за першу команду | 153 | 20 | 10 | 1 | 12 | 1 | 175 | 22 |
| Загалом за кар'єру           | Загалом за кар'єру       | Загалом за кар'єру       | 202 | 32 | 10 | 1 | 12 | 1 | 224 | 34 |
| Оновлено 2 вересня 2021 року |                          |                          |     |    |    |   |    |   |     |    |

1Інші офіційні змагання, а саме Кубок Стейрера, Кубок шотландської ліги та Ліга Європи.